# Њу Карлајл (Охајо)
Њу Карлајл (енгл. New Carlisle) град је у америчкој савезној држави Охајо.

## Демографија
По попису из 2010. године број становника је 5.785, што је 50 (0,9%) становника више него 2000. године.
| Група             | 2000.         | 2010.         |
| Белци             | 5.472 (95,4%) | 5.029 (86,9%) |
| Афроамериканци    | 19 (0,3%)     | 28 (0,5%)     |
| Азијати           | 20 (0,3%)     | 22 (0,4%)     |
| Хиспаноамериканци | 157 (2,7%)    | 651 (11,3%)   |
| Укупно            | 5.735         | 5.785         |